# Ankylocythere ephydra
Ankylocythere ephydra är en kräftdjursart som beskrevs av Hart 1971. Ankylocythere ephydra ingår i släktet Ankylocythere och familjen Entocytheridae. Inga underarter finns listade i Catalogue of Life.